# Stara Rafalivka, Volodîmîreț
Stara Rafalivka (în ucraineană Стара Рафалівка) este localitatea de reședință a comunei Stara Rafalivka din raionul Volodîmîreț, regiunea Rivne, Ucraina.

## Demografie
Componența lingvistică a localității Stara Rafalivka
     Ucraineană (98,39%)
     Rusă (1,61%)
Conform recensământului din 2001, majoritatea populației localității Stara Rafalivka era vorbitoare de ucraineană (98,39%), existând în minoritate și vorbitori de rusă (1,61%).